# Pintor del Orestes de Boston

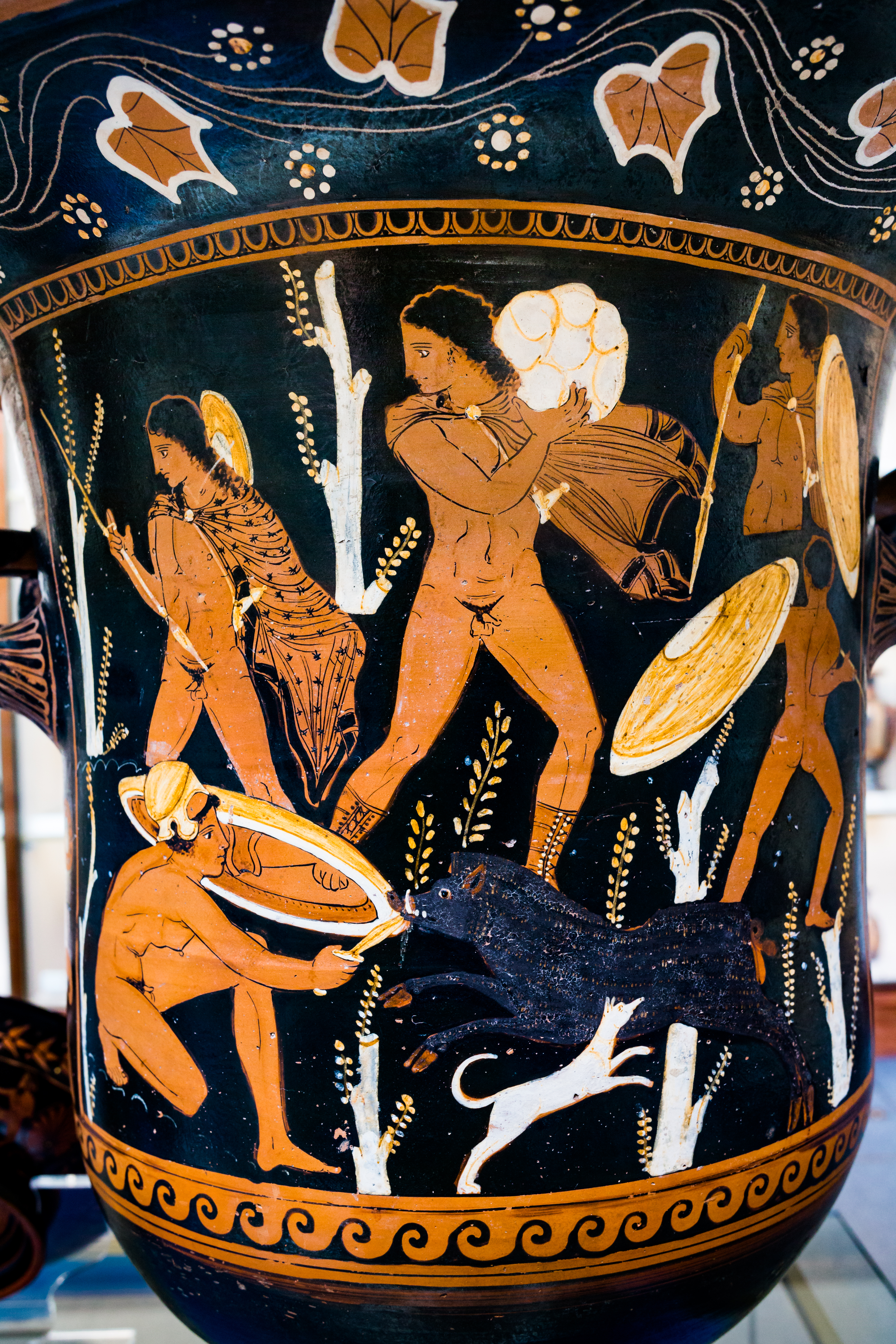
Cinco jóvenes cazadores con un perro blanco cazando un jabalí. Crátera de campana, c. 340-320 a. C. Museo Británico, número de inventario 1865,0103.18.

El Pintor del Orestes de Boston fue un pintor de vasos de figuras rojas de cerámica paestana. Después de Asteas y Pitón, fue uno de los representantes más importantes del taller Asteas-Pitón y, por tanto, de la pintura de vasos paestana en su conjunto.
Junto con su colega, el Pintor de Afrodita, marca la última etapa del taller de Asteas-Pitón. Fue alumno de Pitón, quien influyó especialmente en su primera etapa de pintor. Una antigua crátera de campana&thinsp. con un cuerpo de vaso cilíndrico inusualmente alto representa una cacería de jabalíes, pero sus detalles no se refieren a ninguna cacería mítica de jabalíes en particular. Sin embargo, la composición de la escena, con sus fondos y los diversos planos espaciales en los que se distribuyen las figuras, sugiere que fue tomado de un mural de gran escala. Los jóvenes embozados del reverso, así como el diseño de los cabellos, el dibujo de las prendas y los adornos, recuerdan mucho a los últimos de Pitón. En el vaso epónimo, una ánfora de cuello, muestra el encuentro de Orestes y Electra en la tumba de su padre Agamenón. El motivo lo repite en otros dos vasos de forma casi idéntica, en los que Electra lleva una túnica negra con rayas rojas.
En general, el Pintor del Orestes de Boston repite una y otra vez el mismo repertorio. En la parte frontal de los vasos, Dioniso suele aparecer con un representante de su séquito, lo que se ajusta a la costumbre del taller. En el reverso dibuja casi siempre dos jóvenes embozados, que parecen especialmente monótonos en su obra porque casi siempre representa aquí los mismos dos tipos básicos sin variaciones. Asimismo, los temas del ámbito mitológico son escasos, como es habitual en el taller. En tres vasos muestra guerreros, en dos de ellos también representa a mujeres con trajes nativos haciendo libaciones. Rara vez va más allá de la producción estándar del taller, lo que también lo convierte en un vínculo con los pintores posteriores de la cerámica paestana tardía de Nápoles 1778 y Nápoles 2585, que ya no pertenecían al taller. 
Sus composiciones pictóricas y su trabajo ornamental influyeron notablemente en el campano Pintor de las danaides. No hay que confundir al pintor del Orestes de Boston con el igualmente paestano Pintor del Orestes de Ginebra por la similitud del nombre.